# تونی جکسون (نوازنده پیانو)
آنتونیو جونیوس جکسون انگلیسی: Antonio Junius Jackson مشهور به تونی جکسون (انگلیسی: Tony Jackson؛ ۲۵ اکتبر ۱۸۸۲ – ۲۰ آوریل ۱۹۲۱) یک آهنگساز، و خواننده اهل ایالات متحده آمریکا بود.